# Комо (Висконсин)
Комо (енгл. Como) насељено је место без административног статуса у америчкој савезној држави Висконсин.

## Демографија
По попису из 2010. године број становника је 2.631, што је 761 (40,7%) становника више него 2000. године.
| Група             | 2000.         | 2010.         |
| Белци             | 1.700 (90,9%) | 2.279 (86,6%) |
| Афроамериканци    | 13 (0,7%)     | 17 (0,6%)     |
| Азијати           | 3 (0,2%)      | 52 (2,0%)     |
| Хиспаноамериканци | 131 (7,0%)    | 272 (10,3%)   |
| Укупно            | 1.870         | 2.631         |